# Подпольная комсомольская организация Решетняка

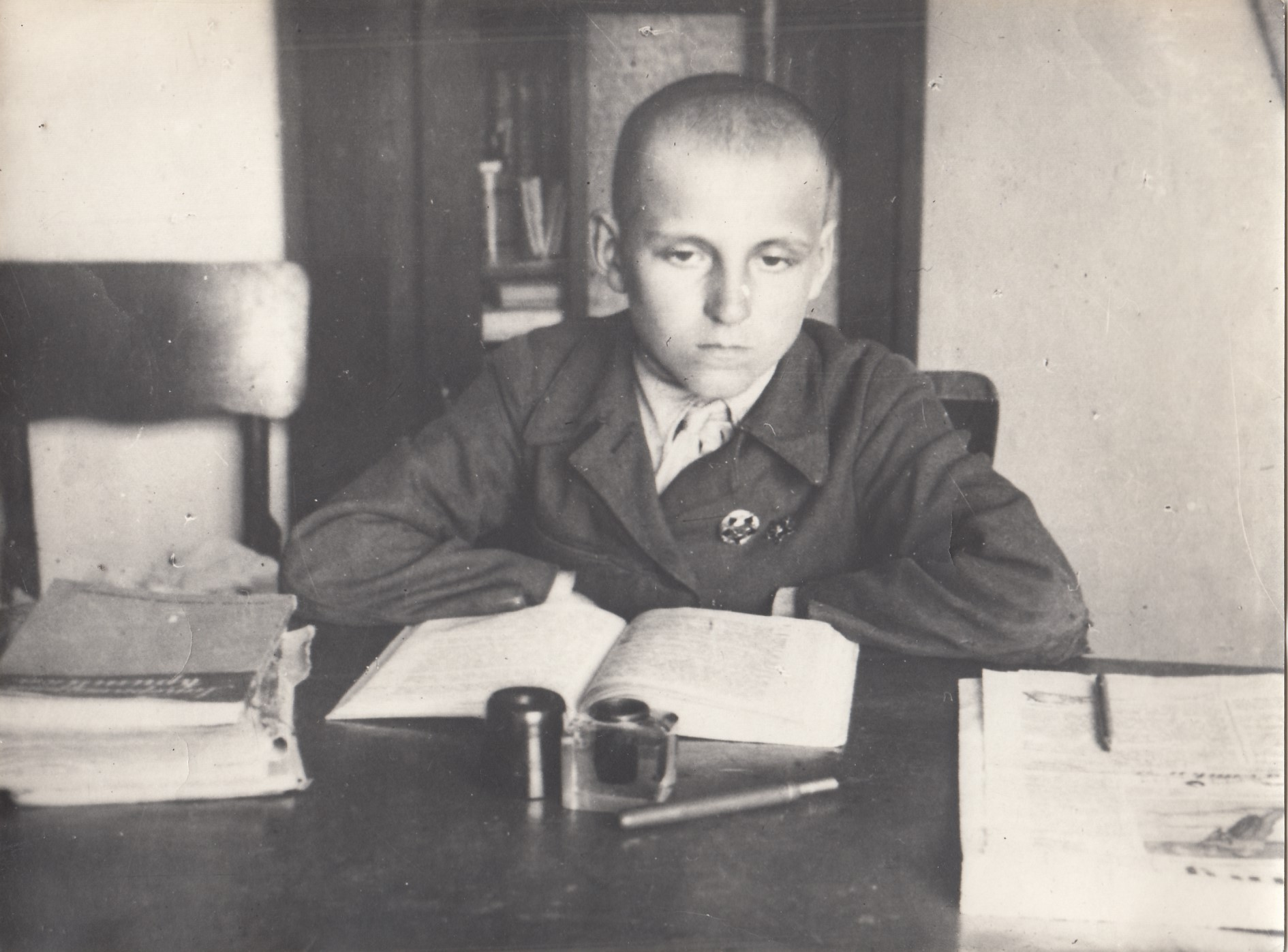
Октябрёнок Анатолий Желтуха

Подпольная комсомольско-молодёжная организация Николая Решетняка — антифашистская группа, образованная из учеников криворожской средней школы № 15, действовавшая в Кривом Роге в 1941—1943 годах.

## История
15 августа 1941 года наступающими немецкими войсками был захвачен Кривой Рог. На оккупированных территориях осталось много жителей, не успевших эвакуироваться вместе с отступающими советскими войсками и эвакуируемыми предприятиями. Среди оставшихся на оккупированной территории был Николай Решетняк, ученик криворожской средней школы № 15. С первых месяцев оккупации 16-летний комсомолец организовал вокруг себя группу из своих школьных друзей, в составе семи человек. Организация занималась приёмом по радио и распространением информации с фронтов, написанием и расклейкой листовок, вредительством в немецких радиомастерских, выводом из строя раций, готовилась к вооружённому восстанию.
В состав группы вошли: организатор и руководитель Николай Решетняк, Груня Романова, Алексей Щербак, Николай Ходич, Анатолий Желтуха, Люба Малорай, Михаил Демченко.

Расстрелянные участники организации (похоронены в одной братской могиле)
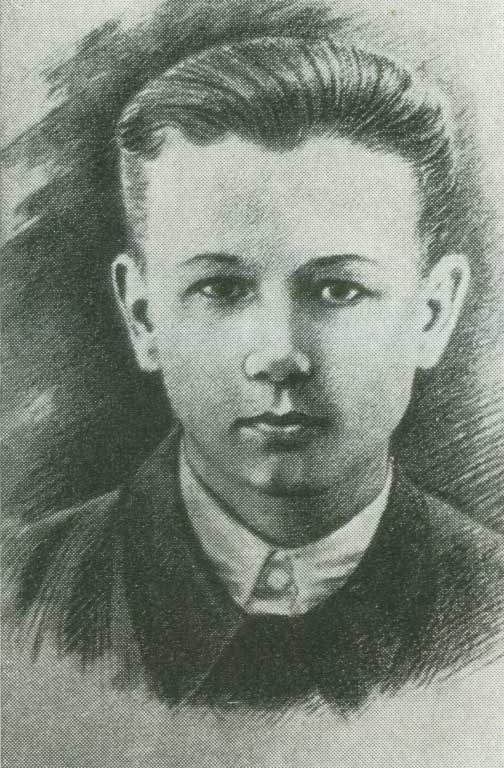
Решетняк Николай Макарович (1925 — 17.09.1943)
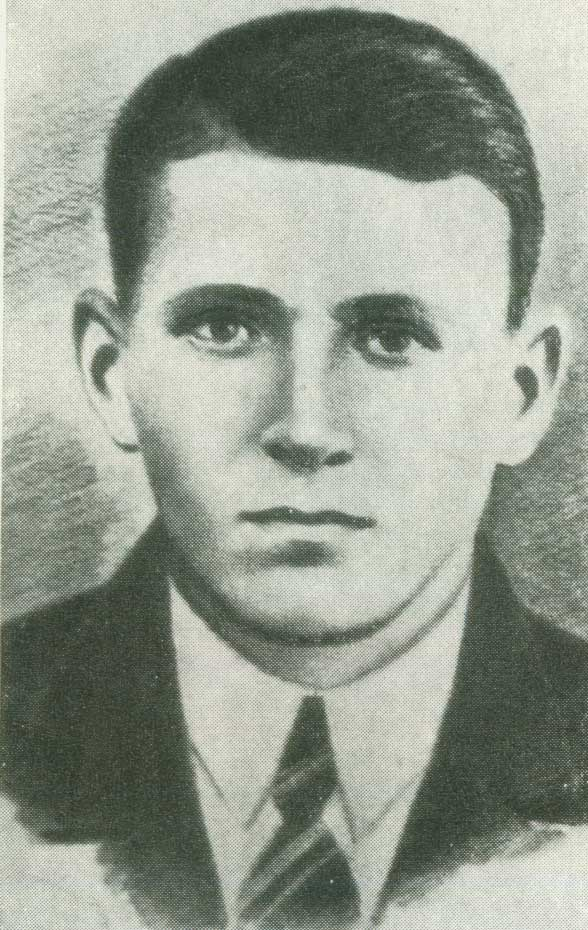
Желтуха Анатолий Петрович (26.06.1926 — 17.09.1943)
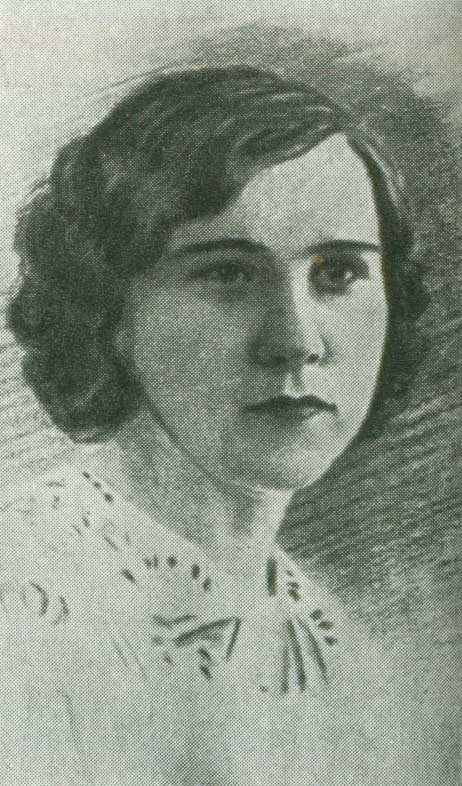
Романова Груня Ефимовна (1921 — 17.09.1943)
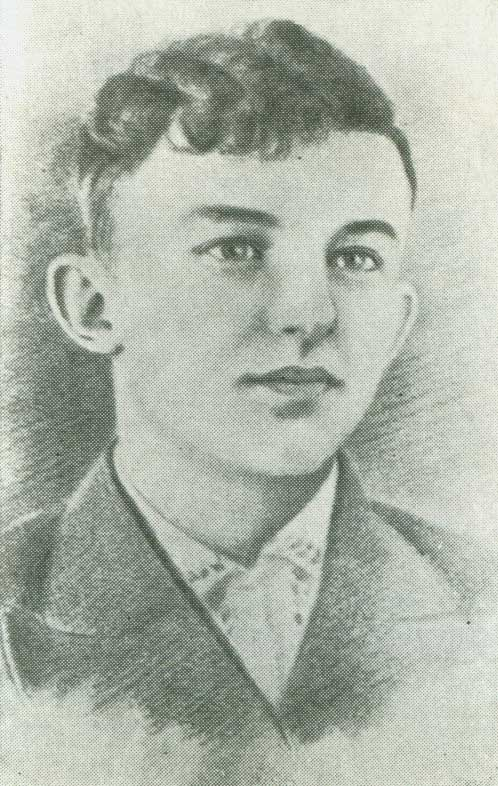
Ходич Николай Иванович (24.01.1925 — 17.09.1943)
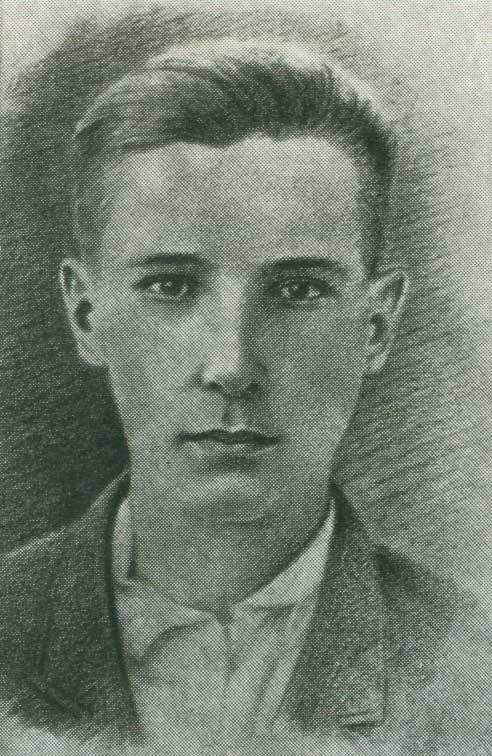
Щербак Алексей Григорьевич (1925 — 17.09.1943)

В школе Решетняк и Желтуха были радиолюбителями, посещали школьный осоавиахимовский радиокружок, после начала подпольной деятельности им пригодились полученные знания. Осенью 1942 года ребятами был собран первый трёхламповый радиоприёмник на который они начали принимать сводки Совинформбюро, переписывали их от руки и расклеивали по городу. Группа начинает задумываться о своей типографии. Николай Ходич обнаружил полуразрушенный вагон с типографским оборудованием, стоявший в железнодорожном тупике. Ночью Решетняк и Ходич пробрались к вагону и взяли всё необходимое, теперь у подпольщиков была примитивная типография, которую поставили на квартире у Решетняка. Начинается регулярный выпуск антифашистских листовок с призывами к населению к борьбе против немецких захватчиков. Первая листовка была с предупреждением полицейских о неизбежной ответственности за зверское отношение и притеснение горняков.
Чтобы обезопасить себя от отправки на принудительные работы в Германию, вначале комсомольцы пошли работать в аграрную школу, потом поступили работать в радиомастерские немецкой группы войск «Юг», так называемый парк связи армейской группы, на территории завода «Криворожсталь». Возможность вредить врагам расширилась. Парни работали в ремонтном цехе, а девушки в телефонном отделении, которое было в соседнем бараке. Внутренности раций подвергались воздействию соляной кислоты и выходили из строя уже на фронте.
Готовясь сами к вооружённому восстанию, подпольщики призывали население браться за оружие. Из записки Николая Решетняка товарищам: 

Мы уже немало помогали Красной армии листовками. Сейчас нам необходимо наметить план дальнейшей работы. 1. Мы должны увеличить свою организацию... приобрести оружие. Мы знаем, настанет время, когда фашисты будут удирать с Украины, и мы должны быть наготове. 2. Установить связи с партизанами Чёрного леса и помогать им оружием. 3. Выявить, где находятся склады с оружием и гранатами. Патронов у нас уже достаточно. Нашу базу оружия оставить там, где она есть.— Николай Миколаенко «На линии огня» (из сборника «Нам не забыть вас, ребята!»).
17 августа 1943 года всех членов организации арестовали, месяц подпольщиков допрашивали и пытали. 16 сентября 1943 года суд приговорил к расстрелу Решетняка, Желтуху, Романову, Ходича, Щербака и Малорай, впоследствии Любе Малорай расстрел заменили на пятнадцать лет работ на рудниках Рура. Предателем оказался Михаил Демченко. После приговора Николай Решетняк написал письмо родным:

Здравствуйте, папа, мама, Лида, Вася! 17 сентября в 6 часов утра я буду расстрелян. Прошу без волнений перенести мою смерть. Передавайте мой последний привет всем родным и знакомым. Целую вас всех крепко. Прощайте. Ваш сын Н. Решетняк.— Тронько П. Т. Бессмертие юных (из истории борьбы комсомольского подполья Украины против гитлеровских захватчиков в годы Великой Отечественной войны) / П. Т. Тронько. — М.: Молодая гвардия, 1958.
Утром 17 сентября 1943 года осуждённых привезли к месту расстрела. После, тела расстрелянных комсомольцев полицаи погрузили на подводы и повезли на свалку за криворожским кладбищем, где были вырыты ямы. Груня Романова была тяжело ранена и её, ещё живую, зарыли вместе со своими убитыми товарищами.
Когда в феврале 1944 года Кривой Рог был освобождён, останки расстрелянных подпольщиков в торжественной обстановке перезахоронили в парке, который был назван Комсомольским. Над братской могилой установлен памятник работы Александра Васякина — скульптурная композиция пяти комсомольцев в момент расстрела.

## Память

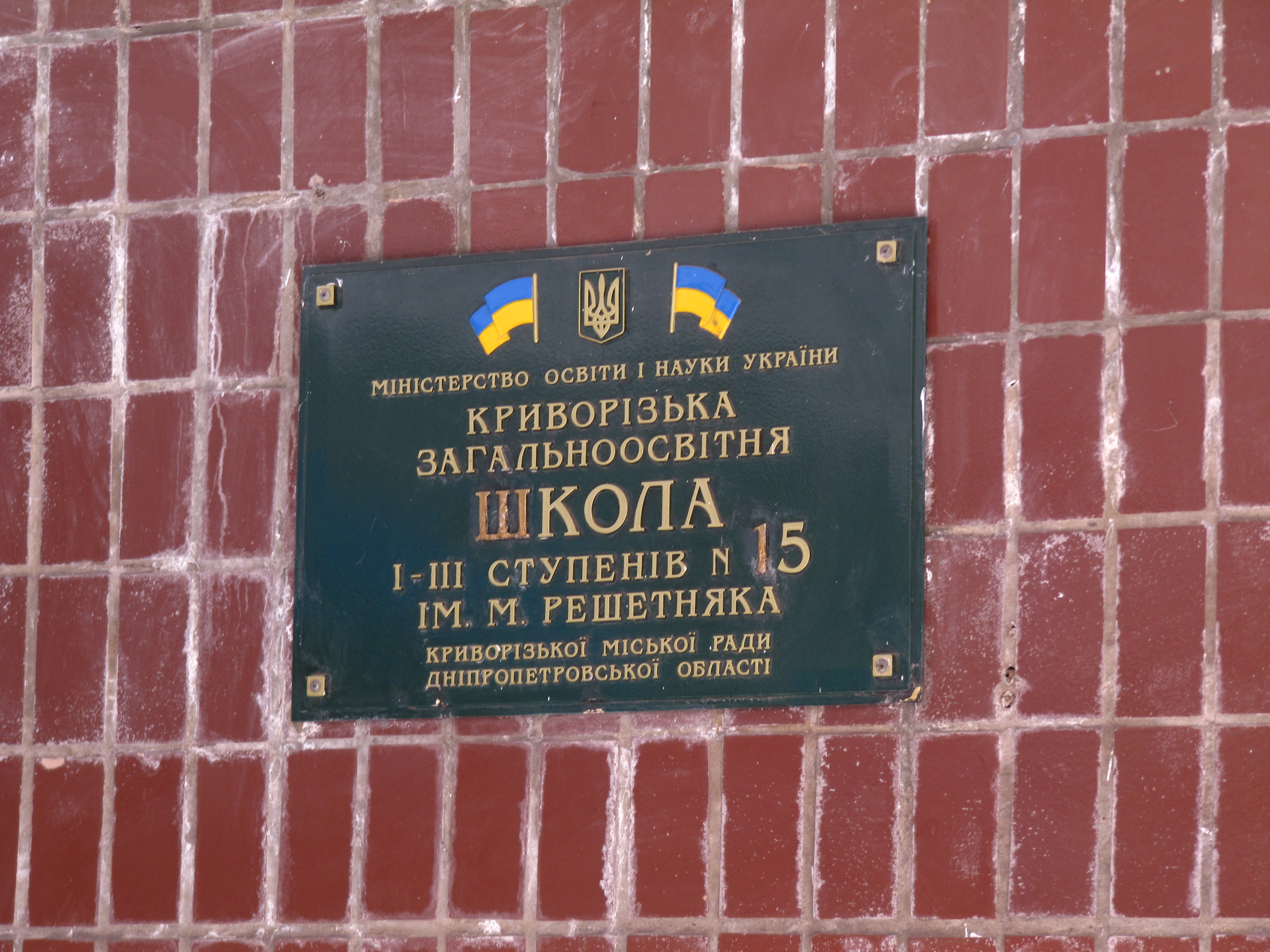
Школа № 15 имени Решетняка

- Парк с захоронением подпольщиков был назван Комсомольским;
- Памятник на братской могиле комсомольцам-подпольщикам работы Александра Васякина в парке имени Фёдора Мершавцева;
- Музей ученикам в гимназии № 15;
- Именем Николая Решетняка названа гимназия № 15;
- Именем Решетняка в 1970 году назван средний рыбоморозильный траулер в Керчи[2];
- Именем Ходича[3], Желтухи[4], Щербака[5] и Романовой[6] названы улицы в Кривом Роге.